# Aloe curta
Aloe curta é uma espécie de liliopsida do gênero Aloe, pertencente à família Asphodelaceae.